# Ørestad Gymnasium
Ørestad Gymnasium (en danois : Ørestad Gymnasium) est un collège public dans le quartier Ørestad de Copenhague, au Danemark. Il se distingue par son architecture, favorisant des environnements ouverts au lieu de salles de classe traditionnelles, et pour son orientation sur les médias, les communications et la culture. Tout le matériel pédagogique est numérique. 

## Histoire
Entre son ouverture en 2005 jusqu'en 2007, le collège occupait des locaux de la Faculté des sciences humaines de l'Université de Copenhague. Le 10 mai 2007, il déménage dans un bâtiment spécialement conçu par la firme danoise d'architectes 3XN. Le prince héritier Frederik de Danemark et la princesse héritière Victoria de Suède assistent à l'inauguration. Le collège répond à la réforme scolaire du gouvernement danois pour les élèves de 16 à 19 ans, axée sur l'informatique et le travail en équipe.  

## Architecture
Au lieu de classes traditionnelles fermées, quatre zones d'étude occupent chacune un étage. Le bâtiment a remporté le Forum Aid Award 2009 et a été nommé pour le Prix de l'Union européenne pour l'architecture contemporaine Mies van der Rohe. 
Les quatre étages sont en forme de boomerang et orientés de façon à créer le cadre global du bâtiment. Ce cadre permet aux différents espaces d'enseignement et d'apprentissage de se chevaucher et d'interagir sans frontières distinctes. La structure tourne autour d'un atrium central vertical. 
Des ponts à chaque étage sont ouverts vers l'atrium où un large escalier principal serpente vers le toit-terrasse. L'escalier principal sert de connexion sur toute la hauteur et agit comme le cœur de la vie éducative et sociale du lycée. Trois colonnes massives soutiennent la structure. 
Les façades sont en verre. Chaque étage ouvre sur un espace extérieur, tous reliés entre eux. Devant les façades, une série de persiennes en verre semi-transparent coloré peut s'ouvrir ou se fermer pour protéger du soleil, tout en ajoutant des touches de couleur à l'environnement intérieur. 

## Galerie

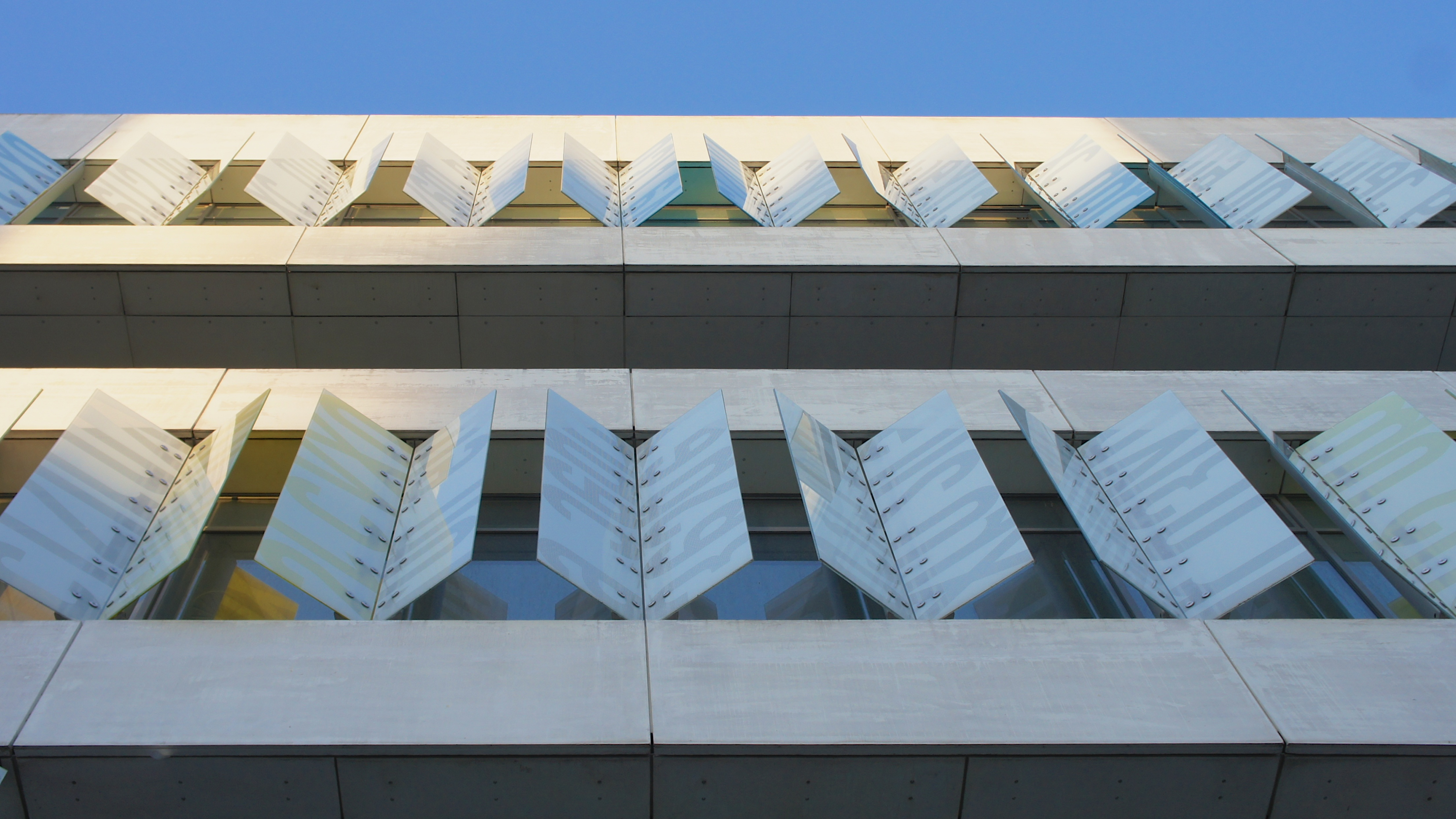
Détail de la façade
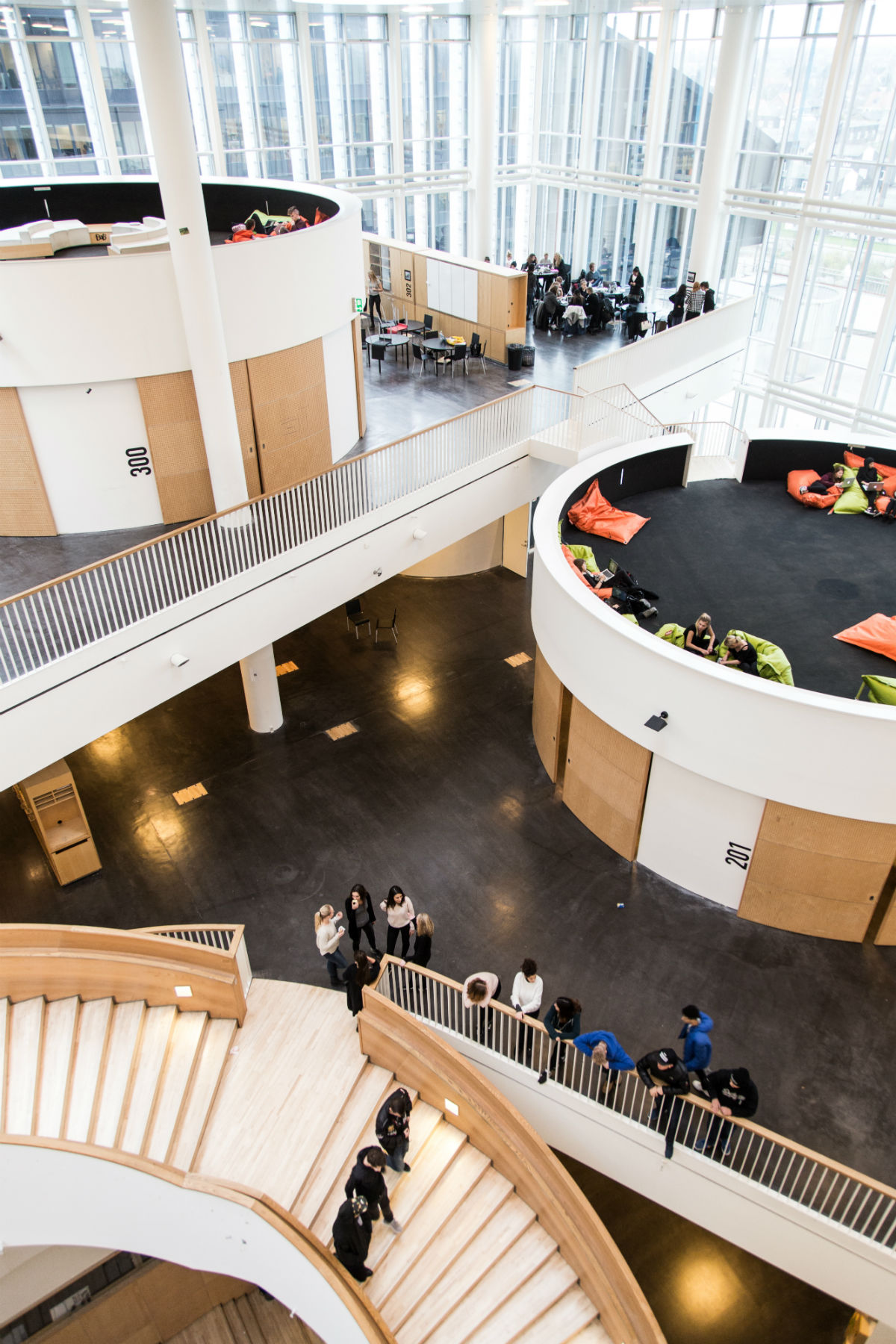
L'atrium central et son escalier
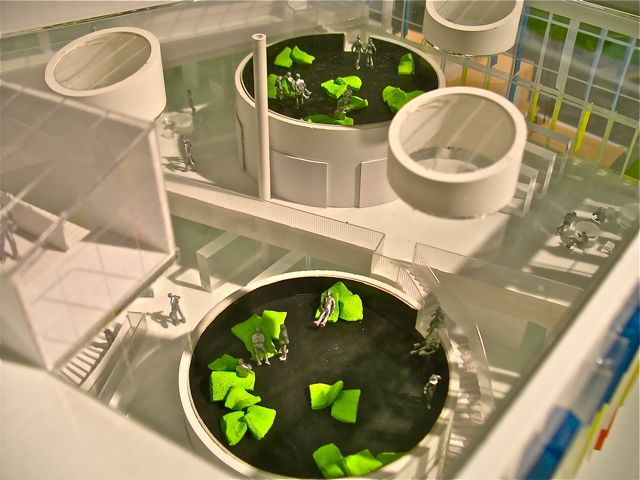
Schéma de l'intérieur

## Voir également
- Ørestad
- Kim Herforth Nielsen